# Црни лављи тамарин
Црни лављи тамарин (Leontopithecus chrysopygus) је врста примата (Primates) из породице Callitrichidae.

## Распрострањење
Ареал врсте је ограничен на једну државу. Бразил је једино познато природно станиште врсте.

## Станиште
Станиште врсте су шуме.

## Угроженост
Ова врста се сматра угроженом.